# (3133) Sendai
(3131) Sendai (A907 TC; 1968 TO; 1973 DN; 1981 UX; 1984 QG1; A907 XA) ist ein ungefähr sieben Kilometer großer Asteroid des inneren Hauptgürtels, der am 4. Oktober 1907 vom deutschen Astronomen August Kopff an der Landessternwarte Heidelberg-Königstuhl auf dem Westgipfel des Königstuhls bei Heidelberg (IAU-Code 024) entdeckt wurde.

## Benennung
(3133) Sendai wurde nach der japanischen Großstadt (Shi) Sendai benannt, wo sich die Universität Tōhoku befindet. Sendai wird aufgrund der Bildungseinrichtungen manchmal als „Heidelberg des Ostens“ bezeichnet. Das Sendai Municipal Observatory (Sendai Astronomical Observatory), das 1955 auf Drängen der Sendai Amateur Astronomical Association gegründet wurde, verfügt über ein Programm zur astrometrischen Beobachtung von Kometen. Die Benennung wurde vom japanischen Astronomen Syuichi Nakano vorgeschlagen, der die Bahnparameter des Asteroiden berechnete.